# Erkki Karu

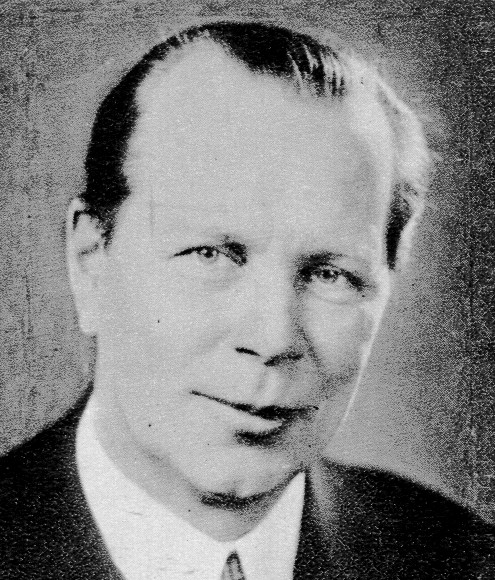
Erkki Karu.

Erland "Erkki" Fredrik Karu (Kumlander fram till 1907, Kultavaara 1907–1911), född 10 april 1887 i Helsingfors, död 8 december 1935 i Helsingfors, var en finländsk skådespelare, filmproducent och regissör.
Karu var son till en snickare och modern avled när han var sex år gammal. Under hösten 1907 engagerades han i Kaarlo Karis teatersällskap och grundade en egen turnerande teater. Åren 1916–1918 ledde han arbetarteatern i Forssa och ledde under vintern 1919 filmteatern Sointu i Tammerfors. I decembermånad samma år anslöt han sig till skaparna bakom Suomi-Filmi och Karu blev dess regissör 1923. Därefter verkade han som chef och regissör för företaget fram till 1933. I oktober 1933 grundade Karu produktionsföretaget Suomen Filmiteollisuus, för vilken han hann regissera tre filmer. Till Karus mest kända filmer hör filmserien Meidän poikamme.
Privat verkade Karu som konstnär, klocktillverkare och dragspelare. Dessutom textförfattade schlagermusik och verkade som idrottsman inom bland annat segling och kägelspel.